# Zgornja Korena
Zgornja Korena – wieś w Słowenii, w gminie Duplek. W 2018 roku liczyła 428 mieszkańców.